# Edvīns Bietags
Edvīns Bietags (* 28. Februar 1908 in Rūjiena, Krs. Valmiera; † 29. September 1983 in Jūrmala) war ein lettischer Ringer und Gewinner der Silbermedaille bei den Olympischen Spielen 1936 in Berlin im Halbschwergewicht im griechisch-römischen Stil.

## Werdegang
Edvīns Bietags wuchs in Riga auf und begann dort als Jugendlicher mit dem Ringen. Zunächst beschränkten sich seine Erfolge als Ringer noch auf den lettischen Raum. Als aber zu Beginn der 1930er Jahre der ehemalige estnische Olympiasieger Eduard Pütsep das Training der lettischen Ringer übernahm, machte Edvīns Bietags auch auf der internationalen Ringermatte einen gewaltigen Sprung nach vorne.
1932 siegte er in Königsberg in einem Vergleichskampf zwischen Ostpreußen und der Stadtauswahl Riga zweimal klar nach Punkten über Dau aus Königsberg. 1934 startete Edvīns Bietags dann erstmals bei einer Europameisterschaft im griechisch-römischen Stil. In Rom überraschte er dabei die gesamte Fachwelt, als er auf Anhieb Europameister im Halbschwergewicht wurde. Unter den von ihm besiegten Ringern war auch der starke Axel Cadier aus Schweden. Gegen den deutschen Meister Erich Siebert verlor Bietags zwar, diese Niederlage konnte seinen Titelgewinn aber nicht verhindern.
Bei der Europameisterschaft 1935 in Kopenhagen war Edvīns Bietags nicht so erfolgreich wie 1934. Nach zwei Siegen verlor er gegen Altmeister Onni Pellinen aus Finnland und August Neo aus Estland und landete auf dem vierten Platz.
Bei den Olympischen Spielen 1936 in Berlin war Bietags wieder in hervorragender Form. Er besiegte vier starke Gegner, darunter Werner Seelenbinder aus Berlin und August Neo und gewann nach einer Punktniederlage gegen Axel Cadier die Silbermedaille.
In den Jahren 1937 bis 1939 gewann Bietags bei den Europameisterschaften keine Medaillen mehr. 1937 in Paris und 1938 in Tallinn startete er dabei im Schwergewicht, konnte in dieser Gewichtsklasse gegen die wesentlich schwereren Konkurrenten nichts ausrichten. 1939 in Oslo versuchte er sich noch einmal im Halbschwergewicht und kam dort bei wegen des bevorstehenden Kriegsausbruches schon schwacher Konkurrenz nur auf den vierten Platz.

## Internationale Erfolge
(OS = Olympische Spiele, EM = Europameisterschaft, GR = griech.-röm. Stil, Hs = Halbschwergewicht, S = Schwergewicht, damals bis 87 kg bzw. über 87 kg Körpergewicht)
- 1934, 1. Platz, EM in Rom, GR, Hs, mit Siegen über W. Ksiazkiewicz, Polen, Osvaldo Rovedo, Italien, František Mráček, Tschechoslowakei, und Axel Cadier, Schweden, trotz einer Niederlage gegen Erich Siebert, Deutschland;
- 1935, 4. Platz, EM in Kopenhagen, GR, Hs, mit Siegen über Paul Böhmer, Deutschland, und Hubert Prokop, Tschechoslowakei, sowie Niederlagen gegen Onni Pellinen, Finnland, und August Neo, Estland;
- 1936, Silbermedaille, OS in Berlin, GR, Hs, mit Siegen über Mustafa Çakmak, Türkei, Gyula Bóbis, Ungarn, Werner Seelenbinder, Deutschland, und August Neo und einer Niederlage gegen Axel Cadier;
- 1937, 9. Platz, EM in Paris, GR, S, nach Niederlagen gegen Josef Klapuch, Tschechoslowakei, und Léon Charlier, Belgien;
- 1938, 4. Platz, EM in Tallinn, GR, S, mit einem Sieg über Karl Ehret, Deutschland, und Niederlagen gegen John Nyman, Schweden, und Johannes Kotkas, Estland;
- 1939, 4. Platz, EM in Oslo, GR, Hs, mit einem Sieg über Gunnar Nielsen, Dänemark, und Niederlagen gegen August Neo und Umberto Silvestri, Italien